# لورينزو ليونبرونو

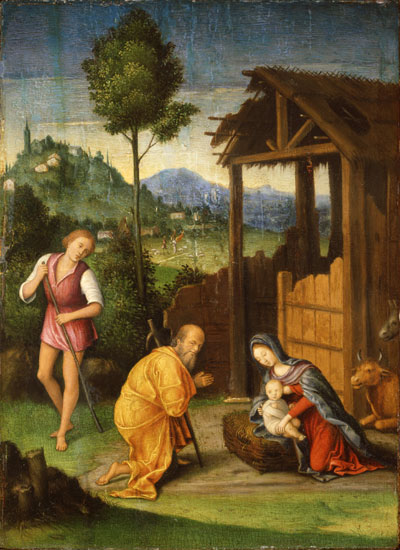
لورينزو ليونبرونو. 1505. عشق الرعاة ، متحف ورسستر للفنون

لورنزو ليونبرونو ولد في10 مارس 1489 وتوفي حوالي1537المعروف أيضًا بأسم لورنزو دي يومبيني كان رسامًا إيطاليًا خلال فترة عصر النهضة المبكرة.   ولد في مانتوفا (مانتوفا) وهي بلدية إيطالية في لومباردي، إيطاليا. يشتهر ليونبرونو بتكليف من بلاط فرانشيسكو غونزاغا وماركيز مانتوفا وزوجته إيزابيلا ديستي. إستمرت الرعاية مع ابنهما الأكبر فيديريكو الثاني غونزاغا الذي كان المركيز الخامس لمانتوا كان ليونبرونو رسام البلاط لعائلة غونزاغا في الفترة من 1506 – 24